# Смутно време
Смутно време или време невоља (рус. Смутное время) је био период историје Русије који је обухватао период између смрти Фјодора I Звонара, последњег цара из династије Рјурикович (1598) и проглашњењем за цара Михаила I Романова и успостављања династије Романов (1613). У периоду између 1601. и 1603. Русију је погодила велика глад која је убила око два милиона људи, тј. око трећине становништва. У то време, Русију је окупирала Пољско-литванска унија, а сама држава је патила од устанака, узурпатора и лажних претендената на престо.

## Позадина

### Фјодор и намесништво Бориса Годунова (1584—1598)
Неинтелигентан и слабе воље, цар Фјодор I Звонар је неспособан да влада сам, нарочито у тренутку када ће се сукобити политичке страсти. У његово име влада стварно његов шурак Борис Годунов, обдарен и славољубив млад човек. Својом даровитошћу он се већ био истакао међу московским бојарима за владе Ивана IV; веома мудро и са много такта вршио је позив дворанина; иако у очима народа није изгубио углед учествовањем у ужасима опричнине, ипак се оженио ћерком старешине опричника, Маљуте Скутарова, и мало по мало задобивао све веће поверење и наклоност цара. „Кнежевићи” и бојари из најбољих породица, који га сматрају за скоројевића, траже да се његов положај уступи представницима наследнога племства. Да би га збацили, кнежеви Шујски у договору са митрополитом Дионисијем смерају да присиле цара да отера Ирену Годунову под изговором да је њихов брак неплодан. Али је Борис начуо за ту сплетку: Дионисије је свргнут, а Шујски су прогнани у далеке покрајине или чак и погубљени.
После тога је Борис потпун господар. Његов стварни положај је званично признат када је добио назив „велики штитоноша и намесник”, са правом да прима стране посланике и даје правац дипломатским односима. Скоро десет година влада он Русијом мудро и вешто, лечећи ране што су их оставили ужаси опричнине и поправљајући коликогод је могућно грешке из последњих година владавине Ивана IV; тако он успева да преотме од Шведске градове Ивангород, Јам, Орјешек и Корелу. Унутра у земљи, он се труди да обезбеди себи поуздану потпору против својих политичких супарника. Године 1589. он успева веома вешто да васељенски патријарх пристане на стварање патријаршије у Русији и уздиже на то достојанство свога кандидата Јова; после тога он може да рачуна на моћну потпору црквенога поглавара. Потом се интересује за односе између поседника и сељака. Земљопоседници су се много жалили на бежање сељака који су имали дугова према својим господарима и нису могли да их исплате. Гоњење бегунаца стварало је многе тешкоће, јер су сељаци прелазили од једнога поседника другоме, па пошто би примили нове позајмице за настањивање, поново би побегли; када би се ухватио један такав бегунац, било је тешко проценити поверилачка права разних његових господара. Било је дакле нужно створити прописе о томе. Годунов, одговарајући жељама земљишних поседника, потписао је године 1597. један указ којим је одређено да у року од пет година бегунац може бити силом враћен своме господару. Познији укази забрањују велепоседницима да домамљују себи сељаке малих поседника. Све ове мере доказују старање Бориса Годунова да заштити интересе малога и средњег племства обавезног на војну службу, које му може бити од користи у случају сукоба са увек непријатељски расположеним високим племством.
У Угличу је становао са својом мајком Маријом Нагајом, последњом женом Ивана IV, Дмитриј. Пошто цар Фјодор није имао деце, Дмитриј, његов брат по оцу, био је његов једини природни наследник. Међутим, у мају 1591. године, тај млади кнез, коме је тек било осам година, нађен је заклан у дворишту где га је његова чуварка оставила да се игра сам. Његова мати и његови ујаци оптужили за то убиство ђака (секретара) Битјаговског, који је био послан из Москве у Углич. Свет шапуће како је Битјаговски то учинио по тајном наређењу Бориса, који је желео да уклањањем Дмитрија отвори себи пут ка престолу. Истрага која је започела под управом кнеза Василија Шујског закључила је да је кнежевић сам себи пресекао грло у наступу падавице. Али јавно мишљење не верује судијама, те Бориса и даље сумњиче за убиство. Дмитријева смрт имаће великог одјека на судбину Бориса и саме Русије.

### Избор Бориса Годунова за цара
Јануара 1598. године Фјодор умире. Власт прелази на његову удову Ирену, али се она ускоро одриче престола и повлачи у манастир. Потребно је дакле изабрати новога цара. Борис има највише изгледа на успех, јер он стварно управља земљом већ више од десет година; њега подржава патријарх Јов, који му дугује захвалност, а може да рачуна и на службено племство. Али се високо племство изјашњава против њега и истиче друга имена. Најопаснији Борисов супарник је бојар Фјодор Никитич Романов, веома популаран у Москви и нећак Анастасије, прве жене Ивана IV, те према томе рођак покојнога цара. Патријарх Јов је сазвао Земски сабор и предлаже, без икаквог објашњења, да се Борис изабере за цара Русије. Свештенство и службено племство преовлађивало је на тој скупштини, и бојари нису могли да им се успротиве, те је круна понуђена Борису, који је неколико пута одбио да је прими, али је напослетку пристао.
Када је постао цар, Борис је наставио да управља земљом мудро и са искреном жељом да буде користан својој отаџбини. Будно је пазио да одржи мир са суседним земљама, али је у исти мах посветио велику пажњу просвети и покушао да шаље младе Русе на науке у иностранство; завео је ред у судству и интересовао се за сиротињу, а када је једанпут наступила неродна година и глад, наредио је да се гладнима бесплатно дели жито из државних житница и предузима велике јавне радове да би помогао оскуднима. Али, знајући да се племство никада неће помирити са његовим доласком на престо, њега почиње да обузима немир и неповерење, те и поред свеколике своје интелигенције и добронамерности, он се поводи за примером Ивана IV. Москву преплављују његови шпијуни. Лажним доставама следују немилосрдне казне. Као Шујски за време Фјодорове владавине, тако су сада Романови изгубили сваку моћ; на једну бесмислену доставу они су окривљени за покушај тровања цара и прогнани у далеке покрајине; Борисов супарник при избору цара, Фјодор Никитич Романов, приморан је да се закалуђери и прогнан далеко на Север, у Антонијевски манастир у Сијску; иста судбина наметнута је и његовој жени.
Ове мере у ствари само распирују мржњу бојара на Бориса, и многе чињенице указују на то да управо московски бојари, под руковођењем Романова, припремају пут првоме самозванцу, тобожњем Дмитрију који је био узрок Борисове пропасти.

### Први самозванац против Бориса
Године 1603, у дворцу кнеза Адама Вишњевјецког на југозападу Русије, појављује се особа који тврди да је син Ивана IV, кнез Дмитриј, уместо кога су у Угличу убице убиле неко друго дете. Из дворца Вишњевјецког он прелази у Пољску, у Самбор, Георгију Мњишеку, и представљен је краљу Сигмунду III. Иако пољски племићи сумњају у његово кнежевско порекло, ипак се одлучују да му помогну да свргне Годунова; у случају успеха, Георгиј Мњишек обећава да ће му дати за жену своју кћер Марину; а када је напослетку пристао да пређе у католичку веру, Света Столица му такође даје своју подршку.
Кад је вест о појави Дмитрија стигла у Москву, Бориса је то јако узбудило и он је изјавио бојарима: „То је ваше дело.” Не зна се ко је управо тај лажни Дмитриј; московска влада труди се свим силама да рашири тврђење како је он један прост ђак манастира Чуднова, који је побегао у Пољску, а служио код Романових пре него што је ступио у манастир. Али нема никаквих поузданих доказа да је ово тврђење тачно; може се само рећи да он није био обичан варалица, него да је и сам био убеђен да је он кнез Дмитриј, јер је био васпитан у томе уверењу.
У јесен године 1604, тај Дмитриј пошао је на Москву на челу једне војске коју је сакупио. Потучен код села Добриничи, недалеко од Новгорода-Сјеверског, он побеже у Путивљ, напустивши остатке своје војске. Козаци из граничне области Путивља и свакојаке скитнице образовали су једну народну војску да потпомогну његов потхват и заузели град Кроми, који је Борис опсео. Али опсадна војска нема одушевљења и ускоро почиње да се колеба; опсада се развлачи, и у априлу 1605. године цар Борис умире изненада, можда отрован. Његов млади син Фјодор ступа на престо, али војска која опседа Кроми прилази самозванцу, и за време једне побуне у Москви Фјодор је убијен.
Бојари, који су се послужили Дмитријем само да би свргнули Годунове, признају га за цара, али се спремају да га оборе још: одмах по његовом доласку у Москву јуна 1605. године. Сазнавши да Василиј Шујски подбуњује градско становништво против њега, Дмитриј га издаје Земском Собору који га осуђује на смрт. Осуђеник је већ на губилишту, када један гласник доноси помиловање од цара; иако изгнан у једну удаљену област, он се ипак не одриче своје намере да Дмитрија свргне с престола. Овај својом немарношћу сам иде на руку роварењу својих противника. Он изазива чуђење код Московљана својом равнодушношћу према древним обичајима; он не пости, занемарује дворски церемонијал, те тако потврђује сумње оних који га сматрају за варалицу. Осим тога, многи Пољаци који су дошли с њим понашају се као господари у Москви, те озлојеђују становништво својом набуситошћу. Најзад, када је његова вереница Марина Мњишек стигла у Москву и у очекивању венчања одсела у једном манастиру где он приређује гозбе у њену почаст, скандал се појачава; он достиже врхунац када је Марина, после венчања, установила у самоме двору једну католичку капелу у којој су служила два католичка свештеника. Када се Василиј Шујски вратио из изгнанства и почео поново да снује заверу, видео је да је московско становништво наклоњено његовим плановима; он се обраћа верском и националном осећању народа да би га побудио да свргне самозванца, слугу Пољске и опасног јеретика. Дмитриј, увек безбрижан, не поклања нимало пажње причањима која му долазе до ушију и не предузима никакве мере предострожности.

### Избор Василија Шујског
У ноћи између 26. и 27. маја 1606. године побуна избија, Димитрије самозванац је убијен, а Марина и њен отац бачени су у тамницу. 29. маја Василиј Шујски окупља на Црвеном тргу народ који га проглашава за цара. Но ипак је он морао да се писмено обавеже према бојарима да неће изрећи ниједну смртну пресуду, осуду или казну прогонства пре него што испита сваку кривицу заједно са бојарима, и да неће узапћивати имања погубљених или прогнаних. То је први покушај да се ограничи царева апсолутна власт; бојари хоће да онемогуће повратак терора од којега су патили за владавине Ивана IV и Бориса Годунова.

### Болотњиковљева буна
Ступање на престо Шујскога обележава крај политичких борби међу бојарима ступање на позорницу других друштвених сталежа. Авантура првога самозванца ускомешала је сељаке и себре у Југозападној Русији, код којих се испољава све јача превратничка тежња. Када је кнез Шаховски (војвода Путивља) протурио глас како је Дмитриј побегао из Москве и како се припрема да поново освоји престо, они су жудно дочекали ту вест и почели се спремати да пођу на Москву. Изабрали су себи за вођу неког Болотњикова, себра кнеза Тељатевског, који је имао много авантура у своме животу, био заробљеник у Турској, боравио у Пољској и Италији, и који је због својих особина био погодан за вођу устаничких чета.
Док је њихова војска ишла ка Москви, браћа Љапунов, земљопоседници из области Рјазања, организовали су устанак против Шујскога и његове бојарске владе, и придобили покрајинско племство. Они првобитно желе да раде споразумно са Болотњиковом, и те две војске састале су се пред Москвом. Али ускоро потом племићска војска Љапунових одбија да иде са Болотњиковом, јер овај у својим прогласима позива сељаке и себре на социјалну револуцију и истребљење бојара и племића; Љапунови тада прилазе Шујском. Болотњиков одступа до Туле, где га трупе Шујскога приморавају да се преда без икаквих услова. Прогнан некуда на Север, он је вероватно уморен по наређењу Шујскога, који мисли да је окончао нереде.

### Буна другога самозванца или Тушинског Разбојника
Ускоро се у Стародубу Сјеверском појављује један нови самозванац који такође тврди за себе да је он кнез Дмитриј. Био је незнана порекла и нимало није личио на првога самозванца; био је то прави авантуриста. Под своје заставе окупио је остатке Болотњикове војске, многе устанике из најнижих друштвених слојева, многе одреде козака, као и Литванаца и Пољака. У лето 1608. године, он је дошао до села Тушина близу Москве, подигао ту утврђен логор и запосео све путеве око Москве коју је почео да опкољава, док су његове чете пљачкале околину. Тушинском Разбојнику, како су га прозвали, почели су да прилазе — без обзира коме су друштвеном сталежу припадали — сви они који су били незадовољни владавином Шујскога. Његов логор је веома шаролик; у њему се налази и Филарет (Фјодор Романов) кога је ослободио први самозванац и који је био наименован за митрополита Ростова и Рјазања, а сада је у Тушину уздигнут на достојанство патријарха. Тушински Разбојник искоришћује и то што је Марина пала у његове руке. Георгиј Мњишек, коме је Шујски у замену за руске заробљенике повратио слободу, одвео је своју кћер у Тушино па ју је и поред свог њеног опирања продао самозванцу. Признавши да је Тушински Разбојник заиста њен муж, Марина је потврдила самозванчево тврђење; то је био доказ да је он доиста владао у Москви и да је он раније био поздрављен као прави Дмитриј.
Насиља тушинских разбојника, који су пустошили и убијали по околини, постала су неиздржива за мирно становништво. Једна од њихових руља, коју су предводили Лисовски и Сапјеха, опсађивала је пуних шеснаест месеци манастир Тројицу-Сергијево, но он се — захваљујући својим бедемима — храбро одупирао и није се предао. Напослетку је Шујски послао Михаила Скопин-Шујскога да у Новгороду преговара са Шведском од које је тражио помоћ. Шведска је пристала да пошаље један војни одред под заповедништвом Де ла Гардије, али је задржала право да у накнаду за ту услугу поново заузме градове Ивангород, Јам, Копорје, Орјешек и Корелу. Али Шујски добива неочекивану помоћ с друге стране. За владавине Ивана IV Енглези су испитали Бело Море све до утоке Северне Двине, добили знатне повластице од цара и почели да посећују руску обалу, док су руски трговци нагомилавали на речним утокама робу довезену из свих крајева Московије. Веома жив трговачки промет допринео је економском уздизању Северне Русије, а нарочито градова Вологде, Устјуга, Холмогорија итд. Када су тушински одреди продрли у ову област и покушали да заплене робу руских трговаца који су се спуштали низ северну Двину, наишли су на одлучан отпор и одбијени су пре него што су могли да дођу до свога циља. Њихов напад узбунио је читаву Северну Русију. Градске и сеоске општине (мирови) одмах су се дале на посао, начиниле међусобни савез, прикупиле новац што су га добровољно прилагале општинске заједнице, створиле народну војску и понудиле Шујскоме да му помогну да успостави ред. Захваљујући њиховој сарадњи, Москва је ослобођена опсаде; самозванац је побегао из Тушина у Калугу, где је почео да прикупља нове присталице. Марина је пошла за њим на коњу, преобучена као хусар, али ју је на путу зауставио атаман Заруцки, и она му је постала наложница.

## Туђинско мешање и народно буђење

### Господарење Пољака и пад Василија Шујског
Мешање Шведске у Русију подстакло је њену супарницу Пољску да јој подражава. У сагласности са Дијетом, краљ Пољске Сигмунд опсео је Смоленск године 1609 у јесен. То је знак за растурање логора Тушинског Разбојника: један део Пољака напушта га и прилази Сигмундовој војсци; а Руси, са Филаретом и бојаром Салтиковом на челу остављају га и нуде круну Русије Сигмундовом сину кнезу Ладиславу, ако пристане на услове које му саставља Салтиков: обавеза да не дира у права православне цркве и да влада Русијом у пуној сагласности са бојарском Думом и Земским Собором. Сигмунд пристаје.
Остаје још да се свргне с престола Василиј Шујски. Хетман Жолкијевски иде на Москву с пољском војском. Шујски му супротставља своју војску увећану помоћним шведским одредом Де ла Гардије; на несрећу, због изненадне смрти на једној гозби Михаила Скопин-Шујскога — свет је поверовао да је он отрован — тога даровитог човека који је требало да њом командује, прешло је заповедништво у руке брата Василија Шујског, Дмитрија, који нема ни појма о ратној вештини. Близу села Клушина, недалеко од Гжатска, Жолкијевски је остао потпуни победилац. Док се Де ла Гардија повлачи ка Новгороду и поседа читаву његову област, он се приближава Москви. Тушински Разбојник, напустивши Калугу, напредује такође ка Москви. У томе тренутку Љапунов организује буну против Василија Шујског, који је свргнут с престола у мају 1610. године и приморан да се закалуђери.
Љапунов, који одлично уме да припрема државне ударе, нема ниједнога кандидата кога би могао да предложи за престо. Бојарска Дума ступа у преговоре са Жолкијевским, и у сагласности са Собором који је журно сазван у Москви, придружује се одлуци Руса из Тушина; они дакле нуде престо Русије кнезу Ладиславу, под условом да пређе у православну веру и да прими обавезе које му је предложио Салтиков, а које су московски бојари донекле изменили. Жолкијевски пристаје у име краља Сигмунда на све услове, потискује од Москве Тушинског Разбојника, кога мало касније убија један Татарин, уводи пољску посаду у тврђаву Кремљ и шаље Шујскога у Пољску. Московљани шаљу Сигмунду, који је пред бедемима Смоленска, једно изасланство под вођством Филарета и кнеза Голицина да потпише уговор закључен са Жолкијевским; али Сигмунд, који је желео да њега именују за цара, кад није успео да примора изасланике да измене уговор, ухапси их и посла у Пољску као заробљенике. За то време Москвом и даље управља старешина пољског гарнизона и неколицина некадашњих присталица Тушинскога Разбојника, бојар Салтиков и трговац Андронов које је послао Сигмунд. Али роварења Сигмундова, који тежи да напросто освоји Москву, прекинула су споразум закључен са Ладиславом.

### Уједињење против туђинаца и ослобођење Москве
Пред пољском опасношћу, све странке и све супарничке групе ујединиће се да ослободе Москву и руску територију од освајача, али ће то уједињавање ићи тешко и веома споро.
Почетком 1610. године патријарх Хермоген шаље посланице у којима позива Русе да помогну својој отаџбини. Пољаци су га бацили у тамницу, где је и подлегао мучењима.
После тога се мисао о ослобођењу Москве шири све више. Образује се народна војска састављена од племића којима се на чело ставља поново Прокоп Љапунов, од козака, сељака и себара под командом кнеза Трубецког, који је служио у Тушину, и козачког атамана Заруцког. У пролеће године 1611 та народна војска опколила је Москву. Да би се међу савезницима избегао расцеп као што је био онај који је некада раздвојио Болотњикова и Љапунова, стављено је у дужност једноме Земском Собору да управља народном војском и поверена извршна власт једном триумвирату у коме су били Љапунов, Трубецкој и Заруцки. Но и поред свега тога, племићи и козаци зазиру једни од других, а Пољаци, опседнути у Кремљу, потпирују ту распру ширећи међу Русима лажна писма. Убиство што су га козаци извршили над Љапуновом докончава пропаст тога покушаја изазивајући одлазак племића. Изгледа да је Московска држава пропала. Пољаци су господари Москве. Свеколико становништво пати због грађанског рата. Читаве покрајине почињу да се одвајају од народне територије: Швеђани поседају област Новгорода; Сигмунд заузима Смоленск; Енглези припремају план да присвоје целу обалу Леденога Океана. Али, баш тада се јавља поновно буђење националне свести, јаче него икад.
Манастир Тројица-Сергијево упућује на све стране позиве народу да се уједини ради спасења отаџбине. Вароши већају и ступају у међусобну везу. Тада земски староста (изабрани председник) Нижњег Новгорода, Козма Минин-Сухорук, отпочиње да сакупља једну нову народну војску. То је човек у коме је сједињено политичко одушевљење са изванредно практичним духом. На његово заузимање становници Нижњег Новгорода одлучују да створе потребна новчана средства за образовање народне војске и нуде заповедништво над њим кнезу Пожарском који се на своме имању, недалеко од њиховога града, опоравља од рана задобијених код Москве када се борио у војсци Љапунова. За време зиме 1611—1612. године народна војска се повећава одредима племића који су дошли из многих војних округа. У пролеће 1612. године велика Пожарскова војска креће се, не на Москву, него на Јарослављ, где се задржава доста дуго. Пожарски сматра да треба најпре успоставити ред у земљи, па ће после тога ослобођење Москве ићи лако. Један Земски Собор окупља у Јарослављу изасланике већег броја градова и брижљиво ради на унутрашњој организацији државе. Пожарски помишља да изврши избор новога цара у Јарослављу, но у том дознаје да се једна нова пољска војска, под заповедништвом хетмана Хоткијевича, приближује Москви, те он одлучује да похита престоници. Када се његова војска приближила, избијају распре међу козацима који су били остали пред Москвом после растурања прве војске. Уопште узев, они дочекују Пожарскога неповерљиво и непријатељски, јер се сећају својих сукоба са Љапуновом; они чак одашиљу убице у Јарослављ да га убију. Један део тих козака, под вођством Заруцкога, напушта московски логор и одлази у Астрахан. Други, верни кнезу Трубецком, остају пред Москвом. У августу 1612. године Пожарски се појављује пред градом и улогорује се подаље од козака. Узајамно неповерење спречава племиће и козаке да раде договорно. Долази и Хоткијевич. Започиње борба између Пољака и одреда што га је Пожарски послао њима у сусрет. Како козаци неће да се умешају, Аврам Паљицин, економ манастира Тројице-Сергијево, обраћа им се једним ватреним говором; тада они јуре у борбу; Хоткијевич, потиснут, мора да се одрекне намере да помогне Пољацима опседнутим у Кремљу. После тога успеха односи између племића и козака постају срдачнији; опсада је организована сложно, те се Пожарски и Трубецкој састају свакога дана да се посаветују и издаду заповести за сутрадан. Пољаци опседнути у Кремљу пате страховито; услед недостатка хране људи умиру од глади; њихов отпор ближи се крају. У октобру козаци заузимају на јуриш Китај-Город (утврђени кварт близу Кремља). Одмах затим опсађени отварају врата Кремља и предају се.

## Избор Михаила Романова
Одмах затим Пожарски и Трубецкој сазивају Земски Собор ради бирања новога цара. Собор, окупљен у Москви јануара 1613. године, имао је пред собом многе кандидате. Али он веома мудро решава најпре да се утврде претходни услови којима они морају да одговарају, што ће омогућити да се смањи њихов број. Он најпре одбацује све туђинце (Ладислава, шведског кнеза Филипа и татарске кнежеве), јер хоће да цар буде Рус. Потом утврђује да треба изабрати човека који је увек био изван страначких борби, те је и на тај начин удаљио неколико кандидата. Одреди козака који су још логоровали пред Москвом предлажу као кандидата сина Заруцкога и Марине — што би повукло за собом диктатуру Заруцкога и козака —, али је сабор одлучно одбио ту понуду. Да би се избегли нови немири, потребно је било наћи кандидата кога би могао да прими и Собор и козаци. Та потреба је и обезбедила кандидатуру младога Михаила Фјодоровича Романова. Због своје младости он није могао да учествује у дотадањим немирима, те је испуњавао услов што га је поставио Земскиј Собор; али зато што је био син Фјодора Никитича Романова, каснијег Филарета, његова кандидатура годила је племићима и козацима: племићи су ценили његово сродство са Рјуриковом династијом (Иван IV оженио се Анастасијом Романов), а козаци су у њему видели нарочито сина Тушинскога патријарха.
На дан 21. фебруара/3. марта 1613. године, Михаил Фјодорович Романов изабран је за цара, те је овај избор законитим путем окончао Доба Немира. Оновремени документи тврде да је он писмено пристао на услове сличне онима који су били постављени цару Василију Шујском; али тај поступак у сваком случају није доказан.